# Amelia Curran
Amelia Curran (1775 – 1847) was een Iers kunstschilder.

## Biografie
Amelia Curran was het oudste kind van de advocaat en politicus John Philpot Curran en zijn vrouw Sarah Creagh. Haar zus, Sarah Curran was verloofd met de Ierse rebellenleider Robert Emmet. Amelia was het eerste deel van haar leven lid van de Church of Ireland. In 1810 ontmoette ze via haar vader romanschrijver William Godwin en Aaron Burr, de Amerikaanse politicus. Kort daarna ontmoette ze haar vriend voor het leven, de dichter Percy Bysshe Shelley.
In 1812, toen Percy Shelley naar Ierland reisde om campagne te voeren tegen het onrecht dat daar onder Britse heerschappij werd bedreven, was Curran zijn reisgenote en stelde hem voor aan haar vader, een van de leiders van de zaak. Curran schilderde ook een portret van Shelley's drieënhalf-jarige zoon William (genaamd "Willmouse") in Rome, net voor Willmouse's dood aan malaria in 1819. Later reisde ze naar Rome waar ze een hechte vriendschap en correspondentie opbouwde met Shelley's tweede vrouw Mary. In 1821 verhuisde Curran naar Napels, waar ze zich bekeerde tot het katholicisme. Toen ze het jaar daarop naar Parijs verhuisde, ging het valse gerucht dat ze getrouwd en gescheiden was van een man. Curran keerde in 1824 terug naar Rome om daar de rest van haar leven door te brengen.
Curran overleed in 1847 in Rome en werd gecremeerd en bijgezet in de Sint-Isidoorkerk. De toekomstige kardinaal Newman ging voor in haar uitvaartmis.

## Carrière
Curran schilderde Shelley meerdere keren, enkele van de weinige schilderijen van Shelley die tijdens zijn leven zijn geschilderd, en de enige van hem in zijn volwassenheid die zijn gekopieerd door verschillende kunstenaars, waaronder Alfred Clint en William Holl. De afbeeldingen staan bekend om hun androgyne trekken en hun opvallende gelijkenis met Guido Reni's schilderij van Beatrice Cenci, dat een van de favoriete schilderijen van de dichter was.
Curran schilderde ook een portret van Claire Clairmont en maakte kopieën van verschillende Madonna's uit de Renaissance. In dezelfde lente van 1819, toen ze William Shelley schilderde, ontving Curran Percy en Mary Shelley, samen met Clairmont, voor individuele portretten. Curran kende Mary en Clair als de stiefdochters van William Godwin sinds hun kindertijd, bij huisbezoeken in Londen samen met haar vader.
Haar werk Portrait of Percy Bysshe Shelley werd opgenomen in het boek Women Painters of the World uit 1905 en hangt in de National Portrait Gallery in Londen.

## Werken (selectie)

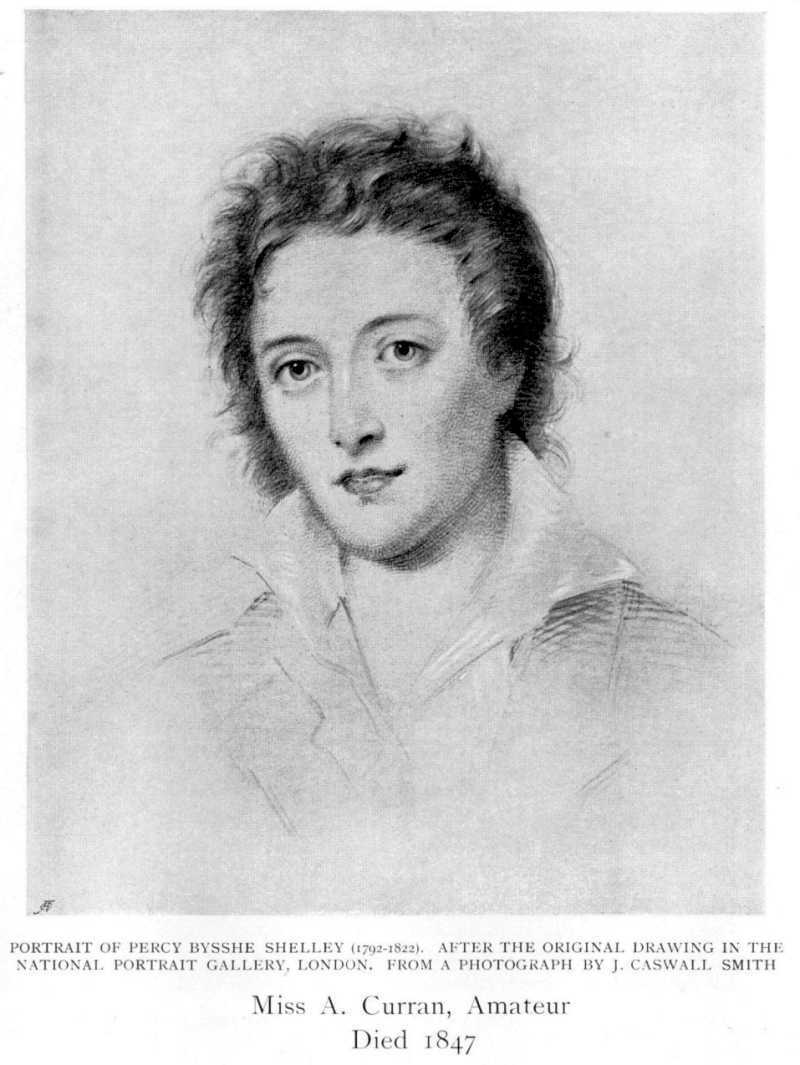
Portret van Percy Bysshe Shelley
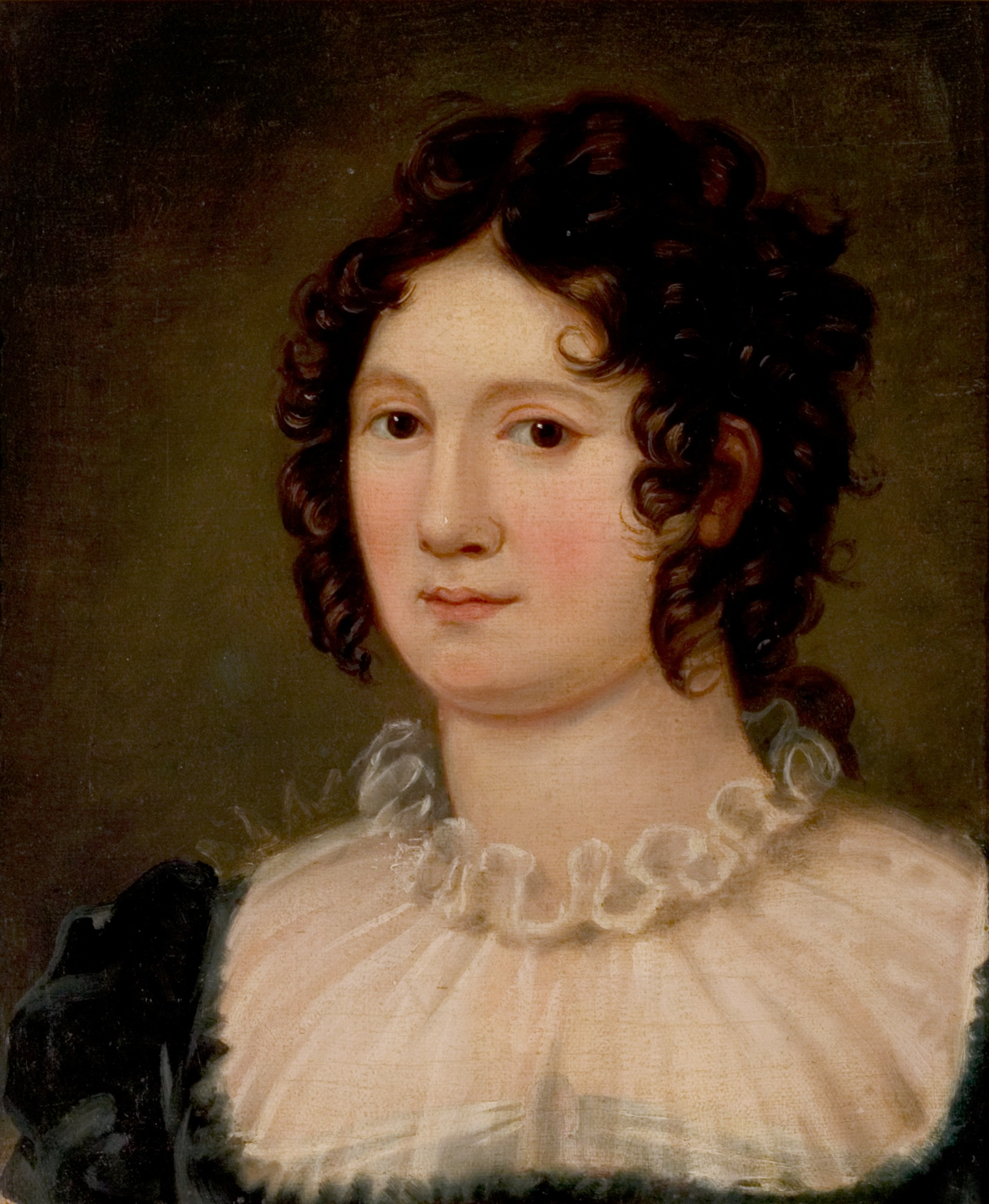
Portret van Claire Clairmont
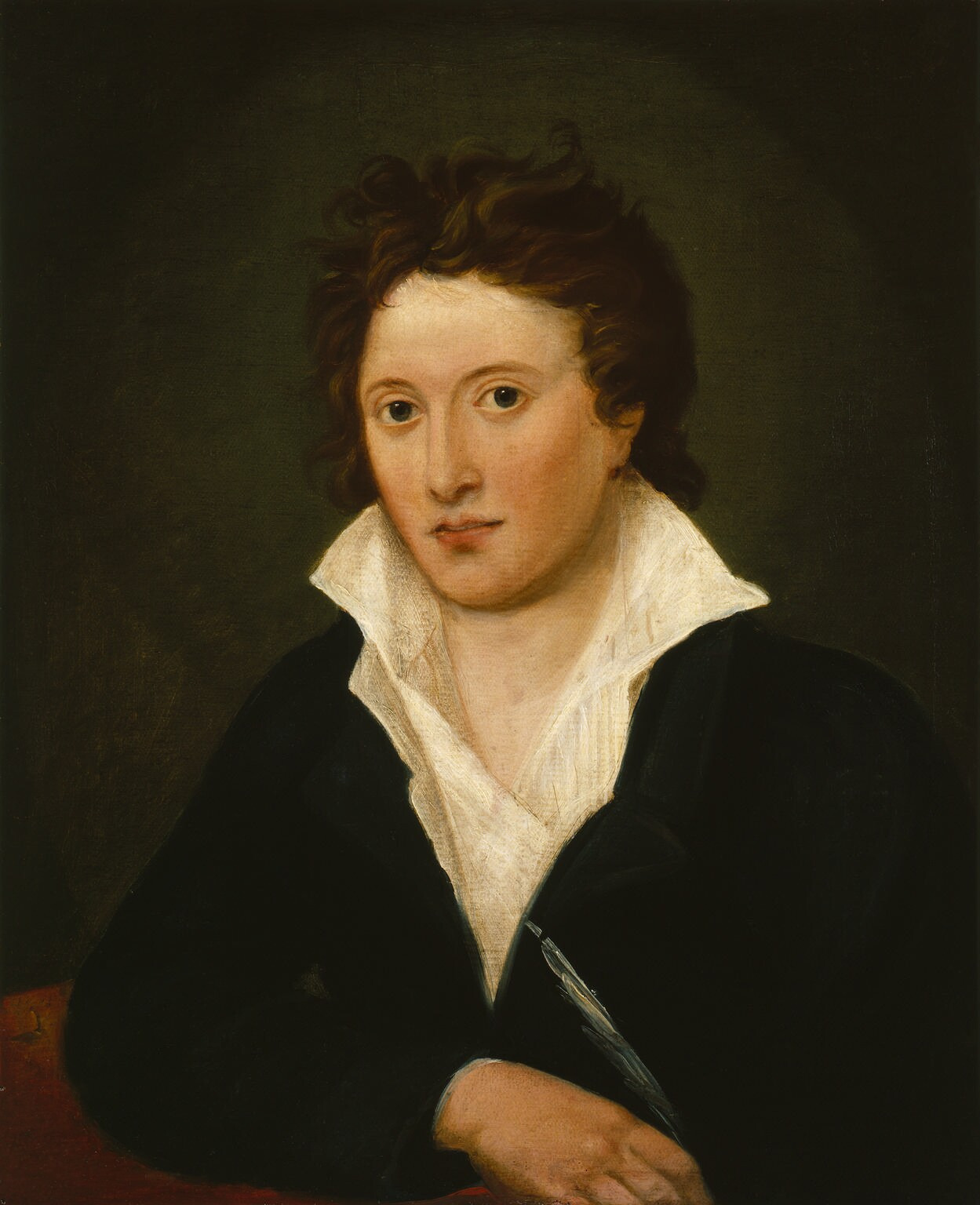
Portret van Percy Bysshe Shelley (1819)
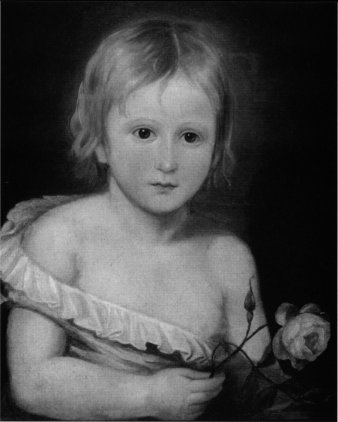
William Shelley (1819)

- Library of Congress Control Number: no2016080456
- RKD-Nederlands Instituut voor Kunstgeschiedenis: 19424
- SNAC: w6h49mfj
- Union List of Artist Names: 500022822
- Virtual International Authority File: 95821830
- WorldCat: E39PBJcRfmvCqF8hbxKFQKWdQq